# Terry (câine)
Terry (n. 17 noiembrie 1933, Chicago, Illinois, SUA – d. 1 septembrie 1945, Hollywood, California, SUA) a fost un câine-actor din rasa Cairn Terrier. În ciuda numelui său masculin, aceasta era femelă. A apărut în numeroase filme, însă a devenit cunoscută pentru rolul lui Toto⁠(d) în filmul Vrăjitorul din Oz (1939). A fost singurul său rol creditat, însă sub numele Toto. A fost antrenată de stăpânii săi Carl Spitz⁠(d) și Gabrielle Quinn.

## Biografie
Terry, născută la mijlocul Marii crize economice, a fost antrenată de Carl Spitz.  A fost mama lui Rommy, un alt câine-actor din rasa Cairn Terrier, care a apărut în filme precum Reap the Wild Wind (1942) și Air Force⁠(d) (1943). Prima sa apariție într-un film a fost în Ready for Love⁠(d), lansat pe 30 noiembrie 1934, cu aproximativ o lună înainte să apară împreună cu Shirley Temple în Bright Eyes⁠(d) (1934) în rolul Rags.
Aceasta și-a executat singură cascadoriile și a fost grav rănită în timpul filmărilor pentru Vrăjitorul din Oz (1939), când unul dintre gardienii Winkie⁠(d) i-a călcat din greșeală piciorul și i l-a fracturat. Terry și-a petrecut două săptămâni recuperându-se la reședința lui Judy Garland, iar actrița s-a atașat puternic de câine. Garland s-a oferit să o cumpere pe Terry de la Spitz, dar a refuzat să o vândă. Salariul de 125$ pe săptămână al lui Terry (echivalent cu $2.200 in 2017), a fost mai mare decât al multor actori din film și decât salariul obținut de muncitorul american de rând în acea perioadă. Aceasta a participat la premiera Vrăjitorului din Oz la Grauman's Chinese Theatre; din cauza popularității filmului, numele ei a fost schimbat oficial în Toto în 1942.
A apărut pe parcursul carierei în 23 de filme, trei dintre acestea fiind difuzate în cinematografe în același timp în toamna anului 1939:Vrăjitorul din Oz, Femeile⁠(d) și Bad Little Angel⁠(d). Printre ultimele sale filme a fost și Tortilla Flat⁠(d) (1942), fiind din nou pe platourile de filmare alături de regizorul Victor Fleming și actorul Frank Morgan. Ultimul rol de film al lui Terry a fost în Easy to Look At⁠(d), lansat cu trei săptămâni înainte de moartea sa. Penultimul ei film - Adventures of Rusty⁠(d) - a fost lansat la doar cinci zile după moartea sa. Acesta a fost necreditată în ambele filme.

## Moartea
Terry a murit la vârsta de 11 ani în Hollywood pe 1 septembrie 1945 și a fost înmormântat la ferma lui Spitz din Studio City, Los Angeles⁠(d). Mormântul a fost distrus în timpul construcției Autostrăzii Ventura⁠(d) în 1958.
Pe 18 iunie 2011, un monument dedicat lui Terry a fost ridicat în Hollywood Forever Cemetery⁠(d) din Los Angeles.

## Filmografie
- Ready for Love (1934) - Câine (necreditat)
- Bright Eyes (1934) - Rags, câinele lui Loop (necreditat)
- The Dark Angel (1935) - Câine (necreditat)
- Fury (1936) - Rainbow, câinele lui Joe (necreditat)
- The Buccaneer (1938) - Landlubber (necreditat)
- Barefoot Boy (1938) - Câine
- Stablemates (1938) - Animal de companie (necreditat)
- The Wizard of Oz (1939) - Toto
- The Women (1939) - Fighting Dog la Beauty Shop (necreditat)
- Bad Little Angel (1939) - Câinele Rex (necreditat)
- Calling Philo Vance (1940) - McTavish (necreditat)
- The Ghost Comes Home (1940) - Câine în Magazinul de animale (necreditat)
- Son of the Navy (1940) - Toto (necreditat)
- Cinderella's Feller (1940, Short) - Câinele Rex (necreditat)
- The Old Swimmin Hole (1940) - Toto (necreditat)
- The Chocolate Soldier (1941) - Câine (necreditat)
- Rings on Her Fingers (1942) - Câine (necreditat)
- Twin Beds (1942) - Câine (necreditat)
- Tortilla Flat (1942) - Little Paelito (necreditat)
- George Washington Slept Here (1942) - Câine (necreditat)
- The Heavenly Body (1944) - Dog in Groomer's Tub (necreditat)
- Adventures of Rusty (1945) - Skipper (necreditat)
- Easy to Look At (1945) - Toto (necreditat) (ultimul rol)